# سحم (إربد)
سحم منطقة سكنية تقع في لواء بني كنانة، محافظة إربد في الأردن. تنتمي المنطقة لقضاء بني كنانة الذي يضم 28 منطقة. يقدر عدد سكانها بـ 9617 نسمة حسب إحصاء 2015. وهي تقع في أقصى شمال الأردن وتطل أراضيها الزراعية على نهر اليرموك وتتميز بخوصبة أراضيها و زراعة أشجار الزيتون حيث يتواجد فيها أقدم أشجار الزيتون المغروسة وتعتبر المنطقة الأولى بعدد أشجار الزيتون الموجودة في كافة أنحاء الأردن. ويعمل أهالي البلدة في القوات المسلحة والزراعة والوظائف العامة وتعتبر من أعلى البلدات في عدد المتعلمين.
وسحم مشتقة من السحم محركة والأسحم تعني الأسود والسحم محركة تعني الشجر والحديد وأسحمت السماء صبت مائها ويذكر ياقوت الحموي أن سحام تعني أسود وأن سحيم تصغير أسحم وهو الأسود فسحم على هذا النحو كلمة سامية تعني الأسود وربما جاءت هذه التسمية من لون حجارة حصنها الصوانية الداكنة المائلة للسواد أو نسبة إلى كثافة الأشجار المحيطة بها وخصوصًا غابات الزيتون والبلوط.
وبلدة سحم كانت إحدى مدن الغساسنة الذين عاشوا في منطقة الجولان الأردني شمال الأردن قبل الإسلام واشتركوا بقيادة جبلة بن الأيهم في معركة اليرموك وقد استمر النشاط السكاني فيها طيلة العصر الإسلامي فقد لوحظت فيها قطعًا من الفخار تعود إلى العصر الروماني والأموي والأيوبي والمملوكي وذلك في موقع الحصن وحول مسجدها كما أن وجود المقبرة الإسلامية القديمة في وسط البلدة والتي تتراوح بين 15 ـ.2 دونمًا تدل على أن كثافتها السكانية عالية وترتفع عن سطح البحر 400 متر.

## الوصلات الخارجية
- دائرة الإحصاءات العامة